# 鼠尾囊颖草
鼠尾囊颖草（学名：Sacciolepis myosuroides）为禾本科囊颖草属下的一个植物种。多生长于湿地、水稻田边或浅水中。分布于亚洲热带和大洋洲。中国分布于产华南、西南地区及西藏（墨脱）。模式标本采自澳大利亚。

## 变种
- 鼠尾囊颖草（原变种） Sacciolepis myosuroides var. myosuroides
- 矮小襄颖草 Sacciolepis myosuroides var. nana